# 元乂
- 关于同一时期名字同音的北魏宗室成员，请见「元怿 」。

元乂（486年—526年4月17日），一名叉，字伯雋，小字夜叉，河南郡洛阳县（今河南省洛阳市东）人，魏道武帝拓跋珪的后裔，太师、江阳王元继长子，北魏宗室、官员。

## 生平
元乂因是靈太后（北魏宣武帝皇后）妹夫，在靈太后臨朝時權傾朝野，恃寵驕盈。清河王元懌多次懲戒他，元乂告元懌謀反，禁元懌門下，朝廷權貴都為元懌辯誣。正光元年（520年）七月，元乂與宦官劉騰將靈太后軟禁，囚元懌於門下省。誣陷元懌謀反，將他殺害。將靈太后幽禁於北宮。元乂遂與太師高陽王元雍等輔政，常直禁中。靈太后親生子孝明帝呼為姨父，封其子元亮平原郡開國公，食邑一千戶。
其後再誅殺反对自己的政变领袖相州刺史中山王元熙和元乂前盟友、禁衛出身的右衛將軍奚康生。另外两次禁卫起事被消灭于萌芽状态。数次禁卫起事当中可能导致与奚康生等禁卫同一出身、长孙翰的曾孙长孙忻被杀。劉騰死後，元乂對靈太后放鬆了警惕。正光六年（525年）二月，孝明帝與靈太后、丞相元雍密謀圖元乂。元乂知道後甚懼，辭官求解罪。乃以元乂為驃騎大將軍、儀同三司、尚書令、侍中、領左右。元乂雖去兵權，然總任內外，殊不慮有黜廢之理。後眾人煽動孝明帝寵妃潘外憐在孝明帝面前進言，元乂出宿，遂解其侍中之職。未幾，有人告元乂及其弟元爪謀反。起事有日，得其手書。孝昌二年三月廿日（526年4月17日），靈太后於是將元乂及元爪一同賜死於家，得年四十一歲。
靈太后因其妹的緣故，復追贈元乂使持節、侍中、驃騎大將軍、儀同三司、尚書令、冀州刺史，追封江陽王，諡號景昭，葬长陵茔内。元乂死後，其妻胡玄輝與元乂弟元羅私通。

## 墓葬
元乂墓位于河南省孟津县朝阳镇向阳村西南方250米。其墓誌與誌蓋分別於1925、1935年於洛陽被發現，1974年2月，洛阳北边的后海资村在向前海资村修建蓄水池时发现了元乂墓，随后考古队对其進行了考古發掘。其墓顶的天象图保存较好，为研究中国天文史做出了贡献。

### 元乂墓志铭
魏故使持节、侍中、骠骑大将军、仪同三司、尚书令、冀州刺史江阳王元公之墓志铭

公讳乂，字伯俊，河南洛阳人也。道武皇帝之玄孙。太师京兆王之世子。派道天河，分峰日观，川岳合而为灵，辰昴散而成德。清明内照，光景外融，标致玄远，崖涘高峻，皂白定于是非，□朱紫由其标格。加以思极来往，学贯隐深，奇文异制，雕龙未爽，枢机暂吐，讵越谈天。杨叶棘刺之妙，基卫未之踰，蛇形鸟迹之术，张蔡熟能比。于是远近惟慕，藉甚京师。遭太妃丧，哀毁过礼，几于灭性。太师敦喻，乃更苏粒。年方弱冠，应物来仕，掩浮云而上征，抟 积风而鼓翼。初除散骑侍郎。尚宣武胡太后妹冯翊郡君。以亲贤莫二，少历显官，寻转通直，迁散骑常侍光禄勋。职惟谈议，任实总领，选才而举，民无闲然。非唯获赏参乘，见知廉清而巳。转侍中领军将军，领左右，寻加卫将军。虽秩班近侍，而任居时宰，朝权国柄，佥望有归。类公旦之相周，等霍侯之辅汉，妙识屠龙之道，深体亨鲜之术。振纲而万目理，委辔而四牡调。人无癈才，官无癈职，时和俗泰，远至迩安。田畴之谣既弭，羔裘之刺亦息。于时三雍缔构，疑议纷纶。以公学综坟籍，儒士攸宗，复领明堂大将。公斟酌三代，宪章汉晋，独见卓然，经始用立。志性廉隅，非礼不动，虽涓人童隶，必冠而见。愠憙不形于色，虿介未曾经怀，积而能散，贵而能贫。湛湛然若沧瀛之靡浪，汪汪焉如江河之末流。深达癈兴，鉴诫满覆，自以为大权不可久居，大功难可久树，周公东征，范蠡浮海，乃顿首归政，固乞骸骨。圣上谦虚，屡诏不许。表疏十上，终不见听。夫任首三独，礼均八命，自非外著九功，内含一德，俞往之诰，未见其人。乃诏解领军，更授骠骑大将军、仪同三司、尚书令、侍中，领左右如故。公冲让恳款，烦于辞牍，既不获已，复亲庶政。翼亮王猷，缉熙治道，济斯民于贵寿，弼吾君于尧舜。春气生草，未足同言；夏雨膏物，曾何窃比。至于异流并会，文墨成山，言若循环，笔无停运，商较用舍，曲有章条。文若之奇策密谋，清尘未远；伯师之匪躬亮直，独亦何人□公仪范端华，音神秀彻，言称古昔，景行行止，多能寡欲，员中方外，孝为行本，信作身舆。运斗柄而长六官，拥大珰而厘万务。一人拱己，无为百司，仰而成绩，正色危言，献替无殆，送往劳来，吐握忘倦。论玉不由小大，求马忘其白黑。管库咸举，关析靡遗，犹如挹水于河，取火于燧者矣。至于高清临首，宫征鸣腰，怀金挓玉，陟降墀陛，故以仪形列辟，冠冕群龙。信广夏之栋梁，大川之舟楫。岂唯一草之根，一狐之腋而已哉□方赞玉鼓之化，陪金绳之礼，隆成平于天地，增光华于日月，而流言僔沓，萋斐成章。公乃垂□泪谒帝，逊还私宅。俄而有诏解公侍中领左右。寻又除名为民。公遂杜门奉养，曾无愠色。公少好黄老，尤精释义，招集缁徒，日盈数百。讲论疑滞，研赜是非，以烛嗣日，怡然自得。邢茅之报未嘉，藏甲之谤已及。孝昌二年三月廿日，诏遣宿卫禁兵二千人夜围公第。公神色自若，都无惧容，乃启太师，开门延使者，与第五弟给事中山宾同时遇害。春秋卌有一。公临终叹曰：“夫忠贞守死，臣之节也。伊尹不免，我独何为□但恨不得辞老父，诀稚子耳。”仰药而薨。天下闻之，莫不流涕。虽秦之丧百里，汉之杀萧傅，何以匹诸□所谓人之云亡，古之遗爱者也。既而圣上追远，叡后伤怀，赠使持节侍中骠骑大将军仪同三司尚书令冀州刺史。皇太后亲临哭吊，哀动百寮，自薨及葬，赗赠有加。遣中使监护丧事。赐朝服一袭，蜡三百斤，赠布绢一千三百匹，钱卌万，祠以太牢，给东园轜车，挽歌十部，赐以明器，发卒卫从，自都及墓。太师悼世子之夙泯，愍孤魂之靡托，乃表让爵土，追授于公。朝廷义之，哀而见许，乃改封江阳王。粤七月戊戌朔廿四日辛酉窆于成周之北山长陵茔内。丹青有歇，韦编易绝，铭兹琬琰，幽涂永晰。其词曰：
名世寥廓，非圣伊贤。资灵象宿，禀气河山。英哉上德，有从自天。百世随踵，千里比肩。仁为经纬，孝作终始。学海不穷，为山未止。识同四面，辩非三耳。徘徊语嘿，优游宴憙。人官奚宝，天爵斯贵。合信四时，齐明五纬。斧藻川流，雕篆霞蔚。业通邹鲁，声高梁魏。畜宝待价，藏器须时。通梦协下，命世应期。三事俞住，百揆允厘。鼎实斯属，盐梅在兹。方赖股肱，弼谐元首。缉我王度，永作先后。天鉴孔明，宜登上寿。岂云不吊，如禽度牗。暑往秋来，筮从龟袭。金铎夜警，龙轜晓立。寂寂原田，萧萧都邑。逝矣何期，瞻望靡及。昔游国道，华毂生尘。今首山路，回望无人。短生已夕，修夜不晨。唯兰与菊，空播余芬。
妃安定胡氏。父珍，相国太上秦公。息亮，字休明□，年十一，平原郡开国公。亮妻范阳卢氏。父聿，驸马都尉太尉司马。息颖，字稚舒，年十五，秘书郎中。舒妻清河崔氏。父休，尚书仆射。女僧儿，年十七，适琅琊王子建。父散骑常 侍济州刺史。

## 住所
元乂的住所位于洛阳城西阳门内御道以南的永康里，曾有人在该处发掘古井，得到石头铭文，铭文中称该处原本是东汉太尉荀彧的住所。

## 家庭

### 夫人
- 胡玄辉，出自安定胡氏，相国、太上秦公胡国珍之女，封冯翊郡君[5]

### 子女
- 元氏，夭折，胡太后诏赠乡主
- 元僧儿，嫁琅邪王子建，散骑常侍、济州刺史王翊之子[5]
- 元稚舒（元颖），庶子，夫人清河崔氏，尚书仆射崔休之女[5]
- 元亮，嫡长子，夫人范阳卢氏，驸马都尉、太尉司马卢元聿之女[5]